# 주말의 음악상자
우상임의 주말의 음악상자는 TBN 제주교통방송(제주 FM 105.5㎒, 광해악 FM 105.5㎒, 서귀포 FM 105.9㎒)에서 주말 밤 8시부터 9시 53분까지 방송되는 제주 전 지역의 7080 가요, 8090 가요, 0010 가요 프로그램이다.

## 프로그램 소개
- 밤으로 향해가는 시간. 바쁘게 살았던 한 주를 뒤로하고 한숨 돌리는 주말, 우리가 사랑했던 음악과 살아가는 이야기로 당신의 하루를 공감해드립니다.

## 코너소개

### 매일코너
- 뮤직박스, 큐! - 듣기 좋은 가요 3곡을 연이어 들려드리는 시간
- 사연과 신청곡 - 청취자들의 이야기와 신청곡을 들려드리는 시간

## 요일 코너

### 토요일
- 탑골 퀴즈 : 70년대부터 00년대 까지! 옛날 신문 기사를 통해 맞춰보는 퀴즈
- 라디오 책방 : 제주 어르신들이 직접 쓴 그림책을 귀로 들어보는 시간 (제주 어르신그림책 학교 좌순자 선생님)
- 우상임의 음악선물 : 우상임MC가 직접 들려주는 아코디언 연주

### 일요일
- 라떼 뮤직 : 한가지 단어를 듣고 떠오르는 시대별/연령별 노래를 선곡합니다! 서로의 취향을 존중하고 세대별 감성을 느껴보아요~ 선곡된 노래 한 곡만 맞춰도 우리 통해쓰~
- 우상임의 내곁에 클래식 : 우상임MC가 추천하는 정말 쉬운 클래식